# Gerardo Romero
Gerardo Romero (1906 - ?) – piłkarz paragwajski, napastnik (prawy łącznik). Wzrost 171 cm, waga 75 kg.
Jako piłkarz klubu Club Libertad był w kadrze narodowej na pierwsze mistrzostwa świata w 1930 roku, gdzie Paragwaj odpadł w fazie grupowej. Zagrał tylko w jednym meczu - z Belgią.
Romero nigdy nie wziął udziału w turnieju Copa América.